# Az óriás útja
Az óriás útja (angolul Giant’s Causeway) egy vulkáni tevékenység eredményeként létrejött, körülbelül 40 000 bazaltoszlopból álló terület, Észak-Írországban, Antrim megye atlanti partjainál, Bushmills várostól 3 kilométerre északra. 1986-ban az UNESCO a világörökség részének nyilvánította. Az egymáshoz szorosan illeszkedő oszlopok többsége hatszögletű, de vannak 4, 5, 7 és 8 szögűek is. A legmagasabbak kb. 12 méteresek, de a megszilárdult láva vastagsága helyenként a 28 métert is eléri.

## A legenda

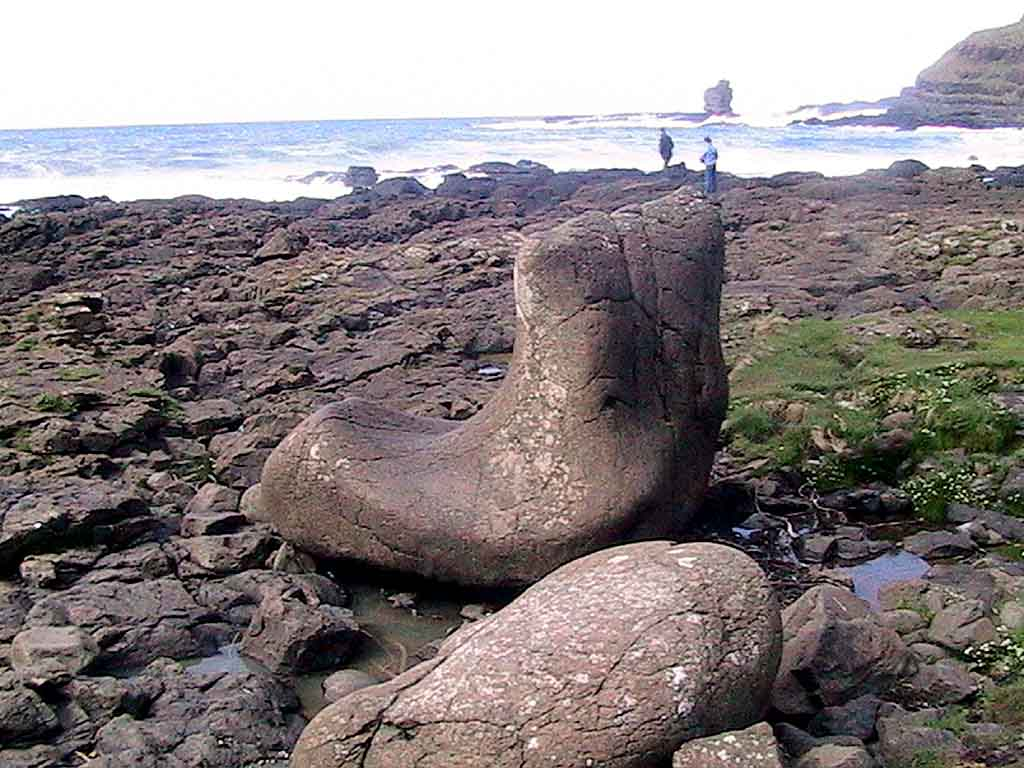
Az óriás csizmája

A legenda szerint egykor az ír óriás, Finn MacCool (Fionn mac Cumhaill) utat épített magának tengerparti, antrimi otthonától az atlanti vizeken át esküdt ellensége, a skót Finn Gall Hebridákon fekvő erődjéig. Százával szedte össze a hosszú kőcölöpöket, sorjában leverte őket a tengerfenékbe, aztán hazatért, hogy kipihenje magát, mielőtt támadásra indul Finn Gall ellen. De a ravasz skót óriás megelőzte, maga ment át szigetéről, Staffáról Írországba. MacCool feleségének azonban sikerült elhitetnie vele, hogy az alvó óriás csak a kisfia. Finn Gall megrettent, hogy mekkora lehet akkor az apa. Ezért aztán ijedtében elmenekült. Amikor kiért a tengerre, felszaggatta maga mögött az utat, hogy senki se járhasson többé rajta.

## Története

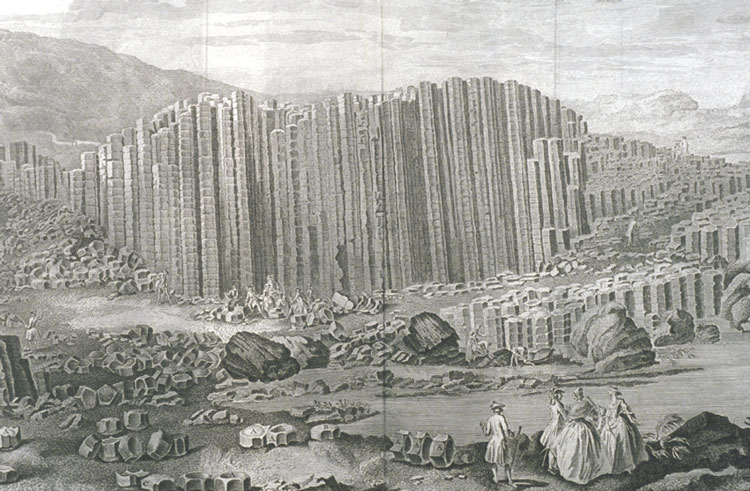
Susanna Drury egyik metszete

### Kialakulása
50 millió évvel ezelőtt, a paleogén időszakban az Ír-sziget ezen részén jelentős volt a vulkáni aktivitás. Olvadt kőzet hatolt át a korábbi mészkőfelszín repedésein, és kiterjedt lávamezőket hozott létre. Három egymást követő időszak kitörései formálták a mai felszínt, melyek közül a középsőben alakultak ki Az óriás útját alkotó jellegzetes oszlopos bazalt formák. Ahogy a kiömlő láva hűlni, és ezzel együtt zsugorodni kezdett, repedések keletkeztek a felszínén. Az egyenletes hűlés a repedések ismétlődő méhsejt mintázatát hozta létre, melyek azután változatlan formában hatoltak a mélyebb rétegekbe, amint azok is fokozatosan lehűltek, így kialakítva a megszilárdult láva poligon hasábokból álló belső szerkezetét. Az elkövetkező évmilliók eróziója tette azután láthatóvá e belső rendszert, lekoptatva a felső (nem oszlopos) közetréteget és különböző magasságúra erodálva az egyes oszlopokat.

### Felfedezése
A területet 1692-ben fedezte fel Derry egyik püspöke, de csak egy évvel később került a világ tudomására egy újságcikk nyomán. Igazi nemzetközi figyelmet viszont csak azután kapott, hogy a dublini festő Susanna Drury 1739-ben vízfestményeket készített e különös képződményekről. Említést tesz róla az 1765-ben kiadott francia Encyclopédie 12. kiadása, és Drury egyik metszete megjelenik az Encyclopédie 1768-as illusztrációs kötetében is. A képhez tartozó magyarázatban Nicolas Desmarest francia geológus véli először Az óriás útja bazalt oszlopait vulkáni eredetűnek.

## Érdekesebb alakzatok
Az itt található közetek, sziklák közül néhány – az évmilliók időjárási viszontagságainak kitéve – úgy formálódott, mintha emberkéz (vagy óriás) alkotta volna őket. Ilyenek például Az óriás csizmája, az Orgona, az Óriás szeme, a Pásztorlépcső, az Óriások hárfája vagy a Kéménysor.

## Hasonló szerkezetek
Habár Az óriás útja bazalt formái lenyűgözőek, mégsem egyedülállóak. A vulkáni láva megszilárdulása gyakran hoz létre hasonlót, ha nem is ennyire látványosat. A gyorsan hűlőkben vékonyabb, a lassan hűlőkben vastagabb oszlopok keletkeznek.
A Föld további nevezetesebb oszlopos-sokszöges láva alakzatai
- Fingal-barlang (Staffa, Skócia, Egyesült Királyság)
- Devil's Postpile (Sierra Nevada, Kalifornia)
- Skaftafell (Izland)
- Isole dei Ciclopi (Szicília, Olaszország)
- Devils Tower National Monument (Wyoming, Egyesült Államok)
- Santa María Regla-i bazaltoszlopok (Santa María Regla, Huasca de Ocampo község, Hidalgo, Mexikó)
- „Orgonasípok”, Cargill-hegy (Új-Zéland)
- Kunasir-sziget, a Kuril-szigetek legdélebbi tagja (Oroszország)

Ilyen alakzatok találhatók Magyarországon is, többek között a Badacsonyon.

## Galéria

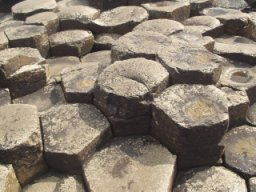
Az oszlopfők
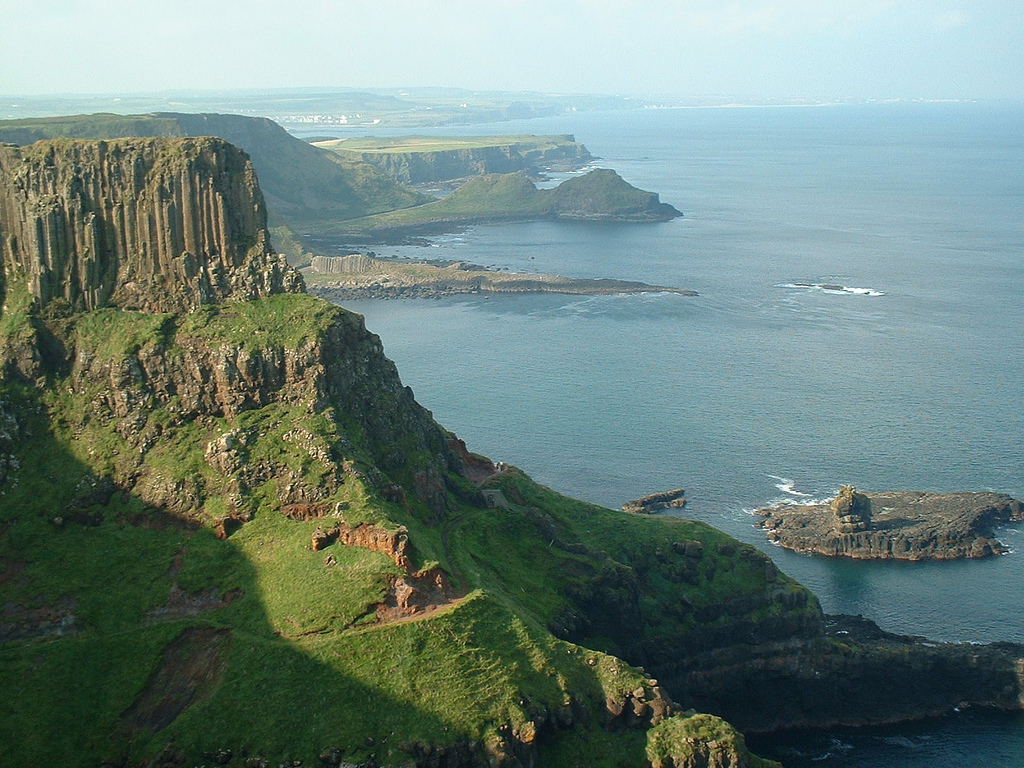
Madártávlatból
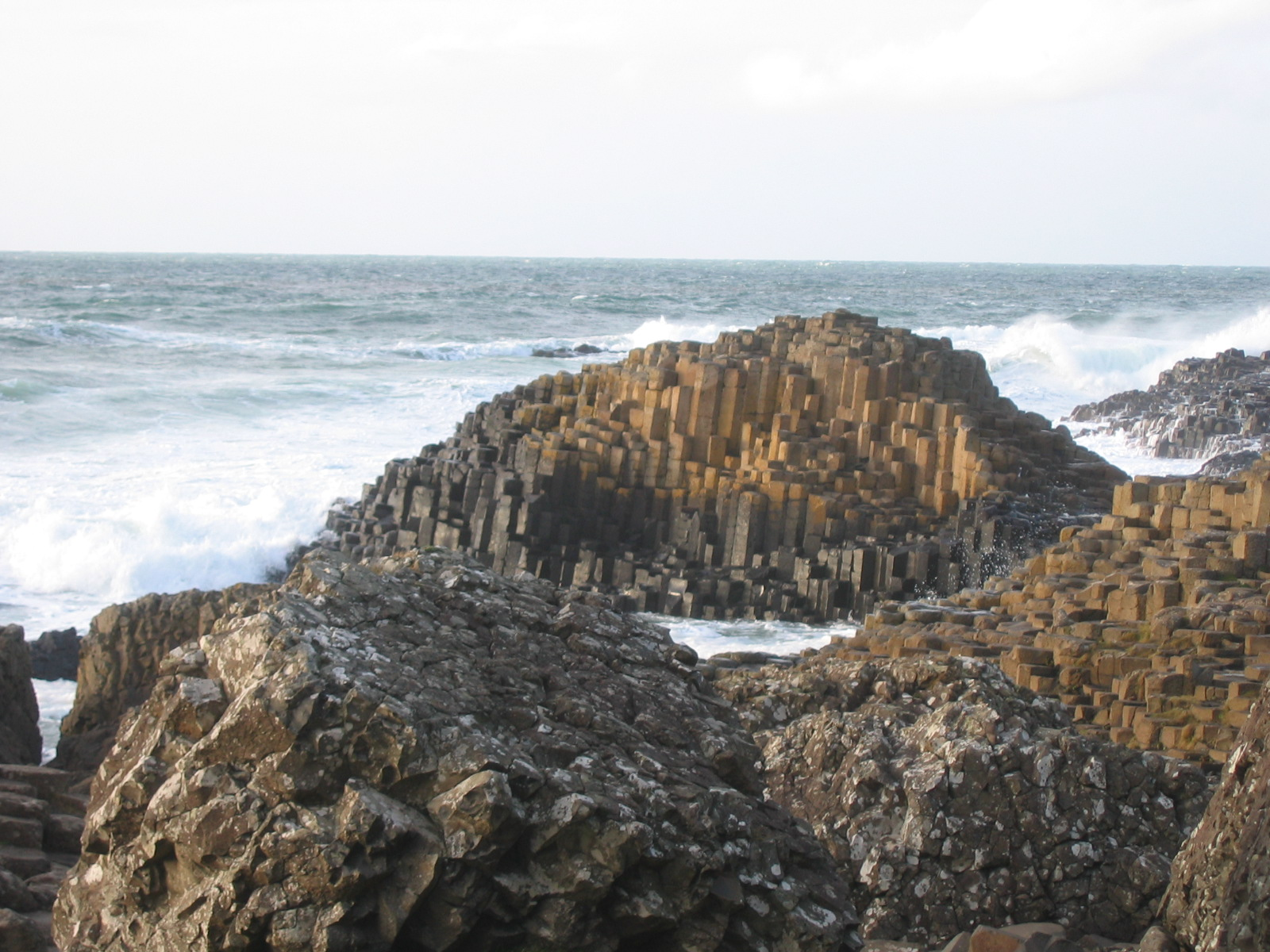
A bazaltoszlopok kis szigete
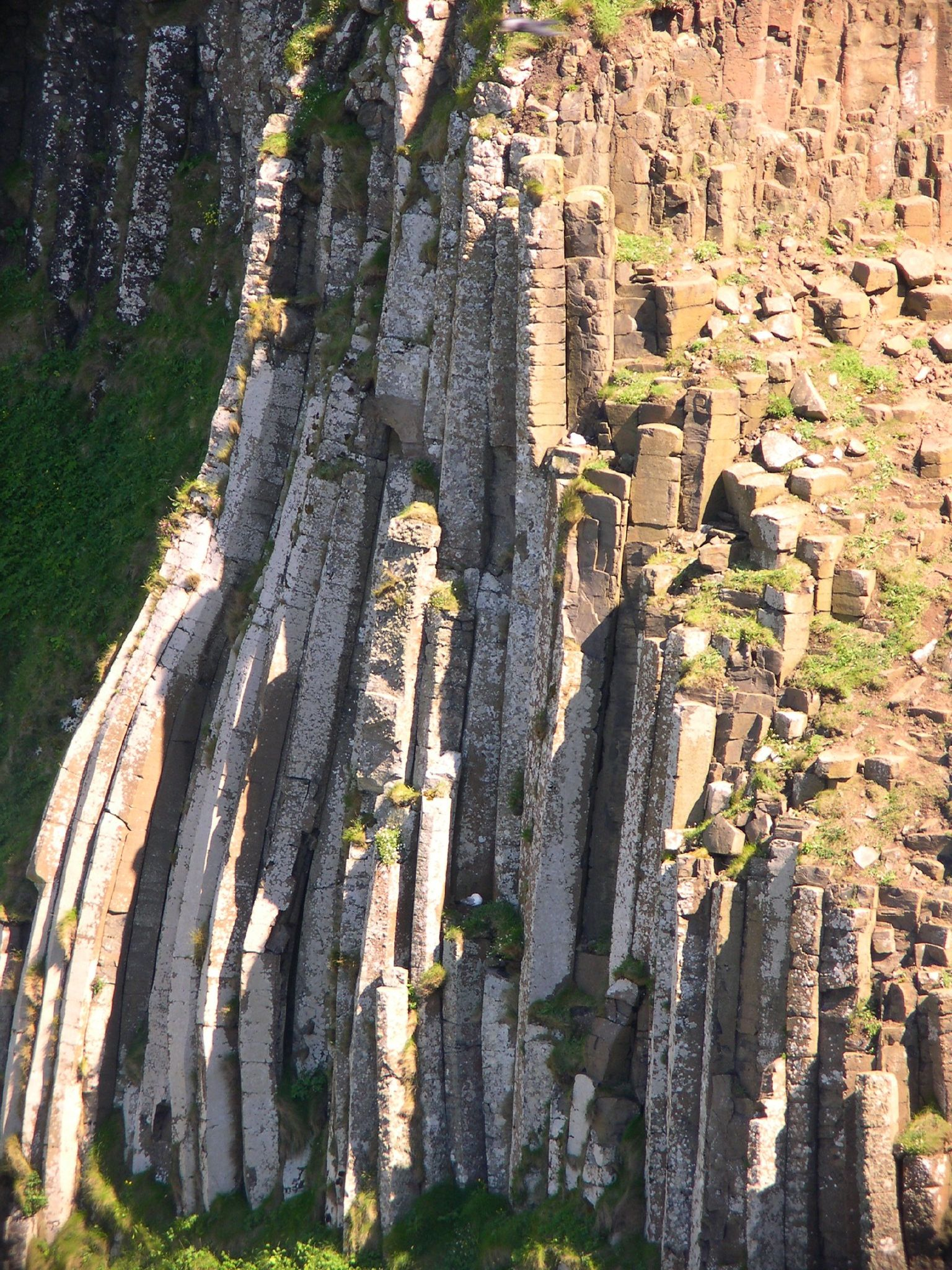
Sziklafal
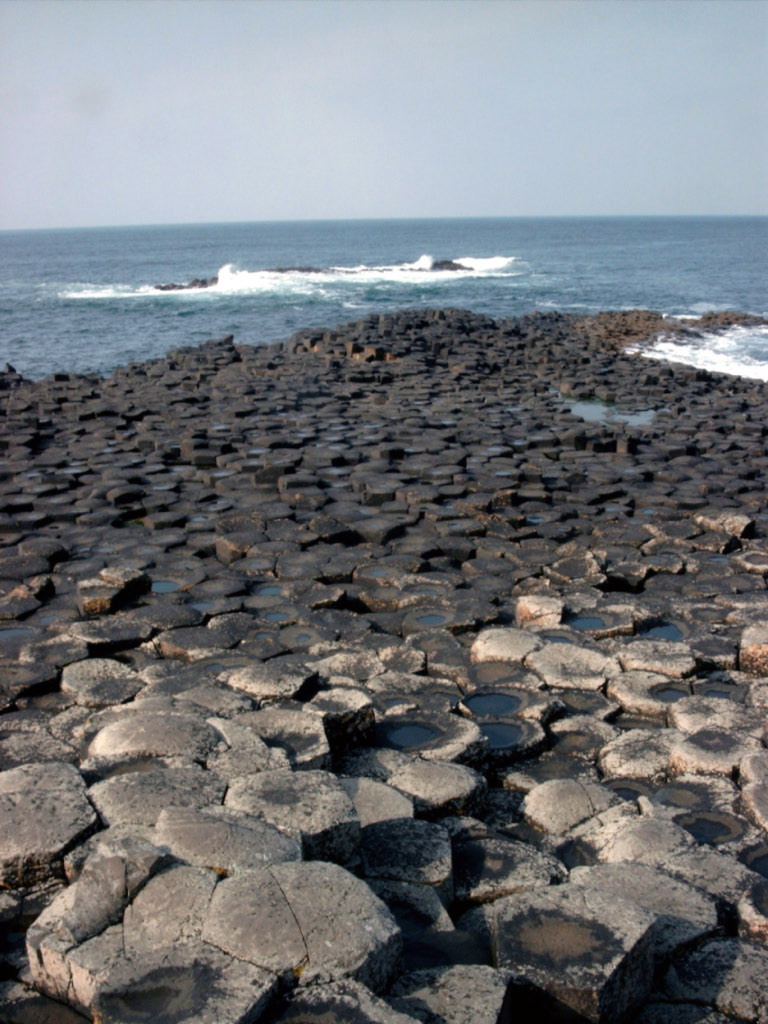
Páratlan lépcsősor a tengerhez...
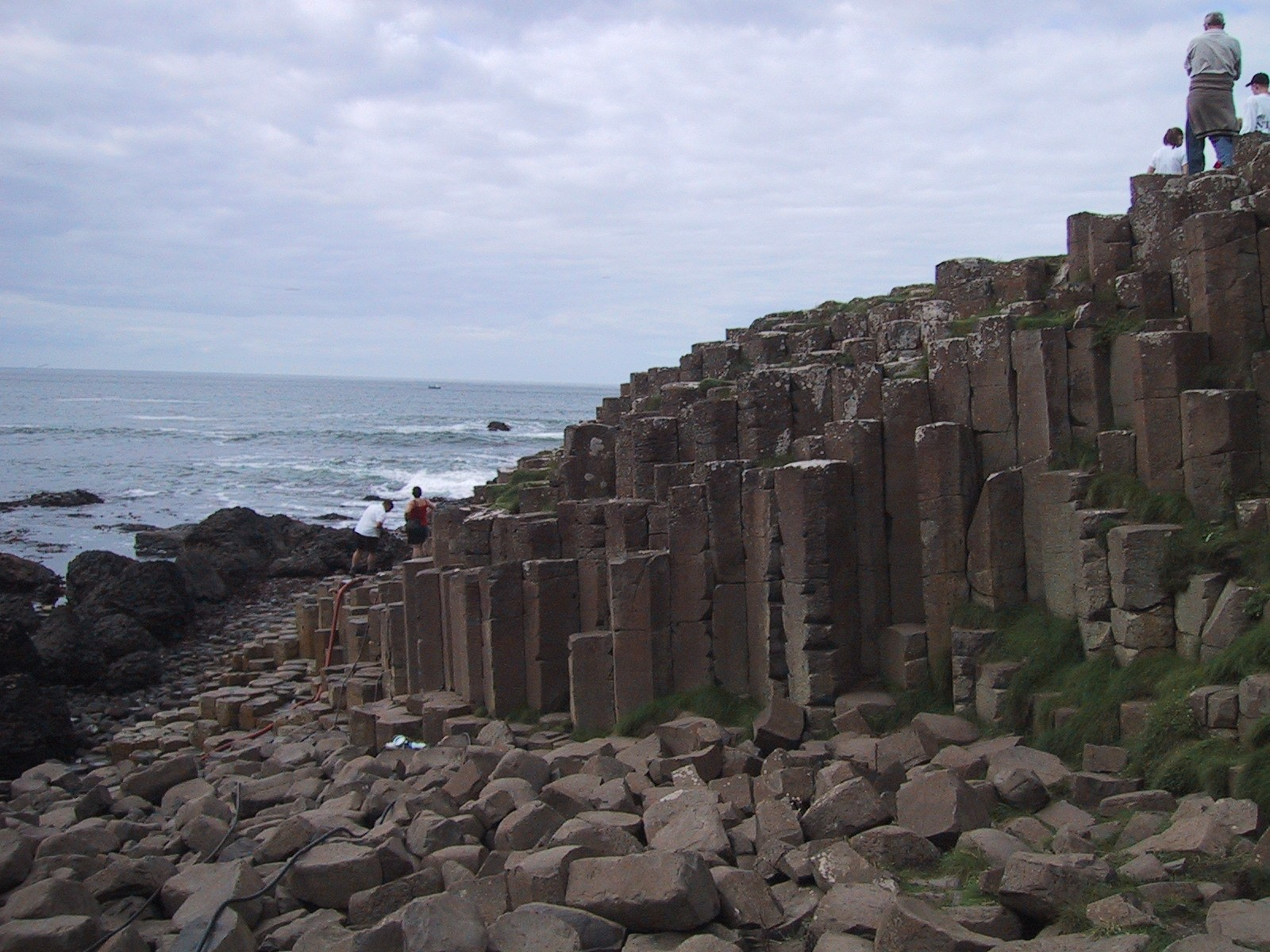
...és a hegyre fel
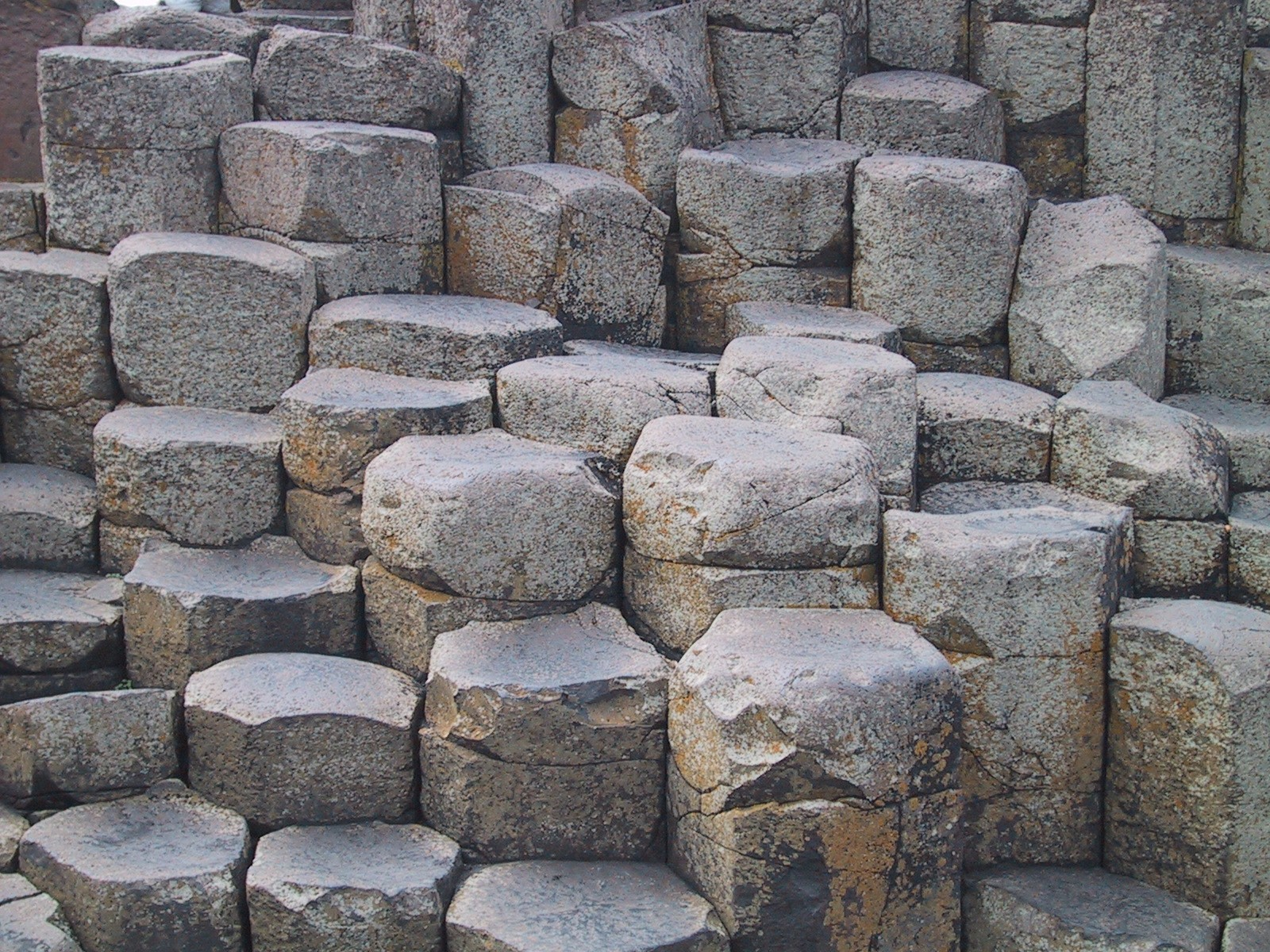
Hatszögek
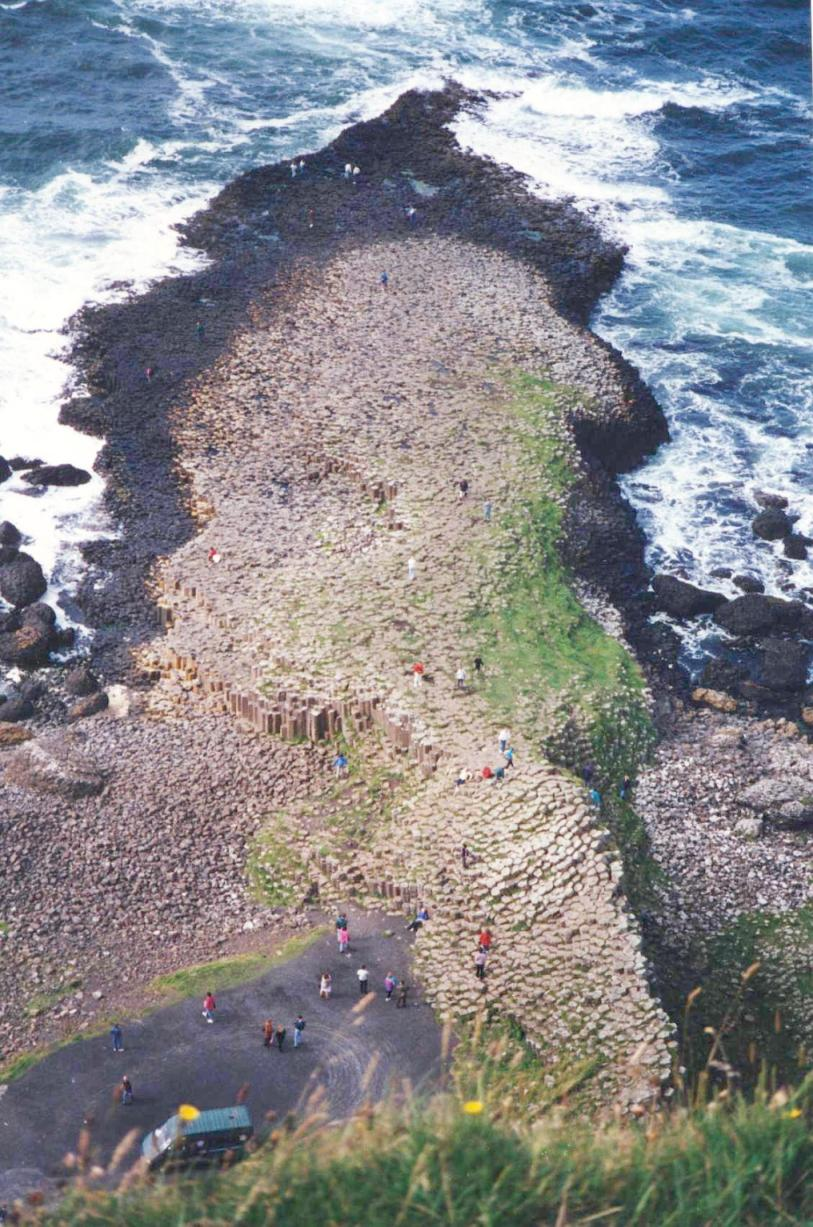
Madártávlatból

## Külső hivatkozások
- Óriások útja hivatalos honlap (angol)
- A bazalt oszlopok kialakulása (angol)
- Kiömlési kőzetek sokszöges-hatszöges alakzatai
- Óriások útja az UNESCO világörökség honlapján (angolul)